# 數位無障礙資訊系統

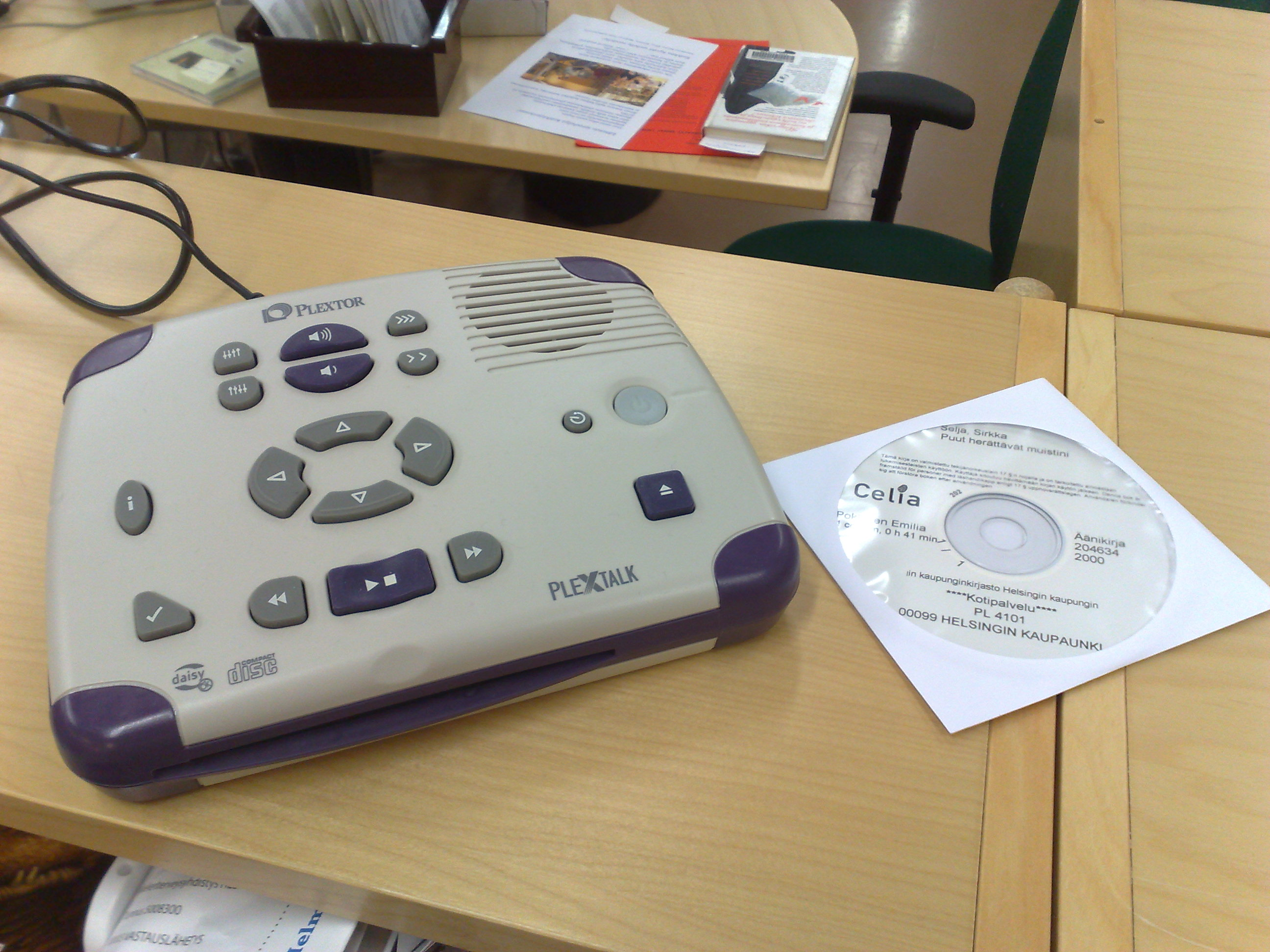

數位無障礙資訊系統（英語：Digital Accessible Information System），簡寫為DAISY，是一種多媒體文件的製作標準，也可算是一種電子書格式。DAISY標準由世界各國服務閱讀障礙者(如視障者或學習障礙者)的圖書館與組織共同聯合開發，是一套可讓閱讀障礙者方便使用的數位閱讀技術。

## 歷史
DAISY計畫始於1988年，當時由瑞典國家視障圖書館(TPB)主導。該圖書館認為傳統的有聲書與點字書已經不能滿足大家的需求，特別是傳統的錄音帶在聽讀與搜尋資訊方面很不方便，於是瑞典政府決心發展一個數位化的閱讀方式。1991年瑞典國家視障圖書館接受政府委託，開始了一段為期三年的計劃。但此計畫發展初時，便因光碟的出現而被迫放棄。1994年，第一個DAISY有聲書原型正式出現，專門設計在WINDOWS平台上使用，並於維也納的ICCHP會議上發表。原本的意圖只是想展示嶄新的數位有聲書，幫助大學生以及其他身心障礙學生，讓閱讀更方便。但DAISY有聲書卻引起了廣大的迴響。1996年，瑞典國家視障圖書館邀請了一些閱讀障礙圖書館以及組織，共同在斯德哥爾摩成立了國際性的非營利組織：DAISY聯盟。該聯盟以推廣DAISY概念製成的有聲書為宗旨。幾次會議後，聯盟會員決議推廣以HTML格式為主的檔案格式。到目前為止，DAISY聯盟在全世界已經有20個全權會員(full member)，以及44個協同會員(associate member)，會員遍佈五大洲。

## DAISY格式的特色
- 具有層級架構(6層)，可以任意跳至文本的任何段落(篇、章、節、頁碼等)。播放時可以讓聲音與文字同步播放[1]。
- 可以搜尋文本中的內容
- 可以在書中放置與搜尋書籤
- 可以在文本中劃線、標記重點或寫筆記
- DAISY 2是基於XHTML和SMIL的標準[2]。DAISY 3是基於XML與ANSI/NISO Z39.86-2005的標準.[3]。
- 可以支援點字輸出顯示

## 特色與發展現況
- 核心技術：結合圖表、文字、音訊三種資訊，依照萬維網聯盟的規範整合製作，滿足不同需求的讀者。
- 多媒體呈現。DAISY有聲書不僅僅只有聲音檔，而是整合了圖表、文字與音訊，成為多媒體播放的形式[4]。

此種多媒體文件可以是有聲書，也可以將文字與聲音同步播放。多媒體文件除了方便閱讀障礙者之外，對於語言學習者來說，亦可以增強學習效果
- 比照明眼人的閱讀方式。由於DAISY格式製作時就內含了6個層級架構，因此可以設定從章、節、頁碼等自由選擇想閱讀的部份，除了提高操作上的主控性，也能方便找資料。
- 具有書籤功能，方便讀者查找。此書籤功能除了讓讀者記下自己喜愛的段落外，也可以應用於教學上，老師講課時學生立刻以書籤功能作筆記。
- 支援WORD輸出為DAISY格式[5]—微軟的WORD現在已經可以支援輸出為XML格式，這樣可以方便DAISY有聲書的製作。

## 發展現況
- 瑞典：身為發起者，也是最早推動的國家，目前所有有聲書的製作都改為DAISY格式[來源請求]，是DAISY格式推展的最普遍的國家。
- 美国：也是積極推動DAISY格式的國家，資源、人才也最多。經過各界團體的努力，終於促使美國政府將DAISY標準訂為國家標準之一[6]。
- 加拿大：加拿大國家視障學會是主要推動者，其中百分之九十五以上的新書都採用DAISY格式製作。
- 亞洲：日本DAISY聯盟為全權會員，其他國家以泰國和印度發展的狀況較普及[7]。

## 閱讀方式
DAISY格式的有聲書可透過以下工具播放：
- 一般MP3播放器
- 多媒體檔案播放軟體，如Windows Media Player
- DAISY專用播放機，如VICTOR READER、PLEXTALK、BookSense、博朗聽書機等
- DAISY專用播放軟體於電腦上播放，如AMIS(Adaptive Multimedia Information System)、AnyDaisy、ButtercupReader、DAISY Book Reader、EASY READER或TPB READER。以專用播放機、播放軟體來播放，可充分利用DAISY有聲書各種方便的功能
- 智慧型手機與平板電腦，如iPhone和 iPad

## 製作方式
DAISY格式的有聲書可以透過以下幾種軟體製作
- LP Studio PRO -由瑞典研發，可以錄製含大量文字的有聲書，需要一定電腦技術才能使用。DAISY聯盟的會員可以免費下載
- My Studio PC -僅能錄製沒有全文字檔的有聲書。
- Sigtuna DAR 3 -由日本研發，也需要相當程度的電腦技術，亦開放DAISY聯盟的會員下載使用。
- Obi -免費軟體，但無法處理腳註，可以錄音，支援純聲音的有聲書[9]。
- Dolphin Publisher -可以處理腳註(footnotes)，並且可以整合人聲與語音資料庫[10]。
- 為確保錄製的有聲書合乎DAISY標準，亦開發出驗證DAISY的軟體如DAISY 2.02 Validator等。

## 外部連結
- DAISY聯盟官方網站 （页面存档备份，存于）
- 社團法人台灣數位有聲書推展學會 （页面存档备份，存于）
- 瑞典有聲書圖書館 （页面存档备份，存于）
- DAISY圖書館，視障者可免費下載收聽 （页面存档备份，存于）